# Нетяги (Польща)
Нетяги (пол. Nietiahy) — село в Польщі, у гміні Дубова Колода Парчівського повіту Люблінського воєводства. Населення — 75 осіб (2011).

## Історія
За даними етнографічної експедиції 1869—1870 років під керівництвом Павла Чубинського, у селі переважно проживали греко-католики, які розмовляли українською мовою.
У 1975—1998 роках село належало до Білопідляського воєводства.

## Демографія
Демографічна структура станом на 31 березня 2011 року:
|          | Загалом | Допрацездатний вік | Працездатний вік | Постпрацездатний вік |
| -------- | ------- | ------------------ | ---------------- | -------------------- |
| Чоловіки | 33      | 5                  | 21               | 7                    |
| Жінки    | 42      | 9                  | 20               | 13                   |
| Разом    | 75      | 14                 | 41               | 20                   |